# Zwölfender (Soldat)
Als Zwölfender werden beim Militär Soldaten bezeichnet, die eine mindestens zwölfjährige Dienstzeit abgeleistet haben.
Bereits in der preußischen Armee, aber auch bei der Reichswehr und der Wehrmacht, konnte damit ein Anspruch auf Versorgung mit einer Stelle im öffentlichen Dienst erworben werden. Der Anspruch wurde durch die Einstellung in eine Reichsbehörde erfüllt, nach der Gründung der Bundesrepublik Deutschland durch eine solche in eine Bundesbehörde.
In der Regel waren es Unteroffiziersdienstgrade, die anschließend als Beamte zum Beispiel bei Zoll, Justiz, Post, Bahn oder Bundespolizei/Grenzschutz tätig waren. Zur Vorbereitung auf diese zivilen Tätigkeiten waren Vorbereitungskurse vorgesehen. Von deren Abschlussnote hing ab, ob eine eventuelle Übernahme in den einfachen, mittleren oder gehobenen Dienst erfolgte.